# 라이언 코
라이언 코어(Ryan Corr, 1989년 1월 15일 ~ )는 오스트레일리아의 배우이다.

## 출연 작품

### 영화
- Blue Monday (2011) - 단편
- 6 Plots (2012)
- 울프 크릭 2 (2013)
- 워터 디바이너 (2014)
- 홀딩 더 맨 (2015, Holding the Man)
- 핵소 고지 (2016)
- 네 얼간이와 장례식 (2017)
- 레이디스 인 블랙 (2018, Ladies in Black)
- 막달라 마리아: 부활의 증인 (2018)
- Below (2019)
- 스팅: 외계거미의 지구침략 (2024)

### 텔레비전
- 클레버 맨 (2016, Cleverman)